# کیتلین دیور
کِیتلین روشل دیوِر (انگلیسی: Kaitlyn Rochelle Dever؛ زادهٔ ۲۱ دسامبر ۱۹۹۶) بازیگر آمریکایی است. او به خاطر نقش‌هایش در مجموعه‌های تلویزیونی موجه (۲۰۱۱–۲۰۱۵)، باورنکردنی (۲۰۱۹)، دوپسیک (۲۰۲۱) و آخرین بازمانده از ما (۲۰۲۵) شناخته می‌شود. او برای باورنکردنی و دوپسیک نامزد دریافت جایزه گلدن گلوب و همچنین برای دوپسیک نامزد جایزه امی پرایم‌تایم شد.
دیور در فیلم‌های بخش کوتاه‌مدت شماره ۱۲ (۲۰۱۳)، دیترویت (۲۰۱۷)، پسر زیبا (۲۰۱۸)، ایون هنسن عزیز (۲۰۲۱) و بلیت بهشت (۲۰۲۲) نقش‌های مکمل داشته است. نقش‌های اصلی او شامل بوک اسمارت (۲۰۱۹) و هیچ‌کس تو را نجات نخواهد داد (۲۰۲۳) می‌شود.

## زندگی
کِیتلین روشل دیوِر در ۲۱ دسامبر ۱۹۹۶ در فینیکس، آریزونا به دنیا آمد. او دختر کتی و تیم دیور، مربیان اسکیت روی یخاست؛ تیم دیور مدتی کوتاه صداپیشگی شخصیت اصلی برنامه کودکانه بارنی و دوستان را بر عهده داشت. او دو خواهر کوچک‌تر دارد. در پنج سالگی، والدینش او را در مدرسه بازیگری ثبت نام کردند، زیرا به هنرهای نمایشی علاقه‌مند شده بود. او همچنین در رقص باله، ژیمناستیک و اسکیت روی یخ فعالیت داشت، اما پس از دیدن اجرای تونی کولت در فیلم حس ششم (۱۹۹۹) تصمیم گرفت تمرکز خود را بر بازیگری بگذارد.
خانواده او به دالاس نقل مکان کردند و او در آن‌جا برای چندین آگهی تلویزیونی ویدیو ضبط کرد، و سپس در لس آنجلس ساکن شدند.
دیور در مهمانی اسکار ونتی فر در سال ۲۰۲۵ رابطه خود با ایتان داوس را به‌طور عمومی اعلام کرد.

## فیلم‌شناسی

### فیلم
| سال  | عنوان                                            | نقش               | توضیحات                  |
| ---- | ------------------------------------------------ | ----------------- | ------------------------ |
| ۲۰۱۱ | معلم بد                                          | Sasha Abernathy   |                          |
| ۲۰۱۱ | جی. ادگار                                        | Palmer's Daughter |                          |
| ۲۰۱۳ | اکنون شگفت‌انگیز                                  | Krystal           |                          |
| ۲۰۱۳ | بخش کوتاه‌مدت شماره ۱۲                            | Jayden Cole       |                          |
| ۲۰۱۴ | کندذهن‌ها                                         | Misty             |                          |
| ۲۰۱۴ | مردان، زنان و کودکان                             | Brandy Beltmeyer  |                          |
| ۲۰۱۷ | All Summers End                                  | Grace Turner      |                          |
| ۲۰۱۷ | We Don't Belong Here                             | Lily Green        |                          |
| ۲۰۱۷ | دیترویت                                          | Karen Malloy      |                          |
| ۲۰۱۷ | Outside In                                       | Hildy Beasley     |                          |
| ۲۰۱۸ | رقیب پیشتاز                                      | Andrea Hart       |                          |
| ۲۰۱۸ | پسر زیبا                                         | Lauren            |                          |
| ۲۰۱۹ | Them That Follow                                 | Dilly Picket      |                          |
| ۲۰۱۹ | بوک اسمارت                                       | Amy Antsler       |                          |
| ۲۰۲۱ | ایون هنسن عزیز                                   | Zoe Murphy        |                          |
| ۲۰۲۲ | بلیت بهشت                                        | Lily Cotton       |                          |
| ۲۰۲۲ | Rosaline                                         | Rosaline          | همچنین مدیر اجرایی تولید |
| ۲۰۲۳ | هدف بعدی پیروزی است                              | Nicole Megaloudis | حضور افتخاری             |
| ۲۰۲۳ | هیچ‌کس تو را نجات نخواهد داد                      | Brynn Adams       | همچنین مدیر اجرایی تولید |
| ۲۰۲۳ | Good Grief                                       | Lily Kayne        | حضور افتخاری             |
| ۲۰۲۵ | See You When I See You                           |                   |                          |
| ۲۰۲۷ | دنباله بدون عنوان گودزیلا و کونگ: امپراتوری جدید |                   |                          |

### تلویزیون
| سال       | عنوان                                   | نقش              | توضیحات                                               |
| --------- | --------------------------------------- | ---------------- | ----------------------------------------------------- |
| ۲۰۰۹      | An American Girl: Chrissa Stands Strong | Gwen Thompson    | فیلم تلویزیونی                                        |
| ۲۰۰۹      | Make It or Break It                     | Adorable Girl    | قسمت: "Pilot"                                         |
| ۲۰۰۹      | خانواده امروزی                          | Bianca Douglas   | قسمت: "Fizbo"                                         |
| ۲۰۱۰      | درمانگاه خصوصی                          | Paige            | قسمت: "Love Bites"                                    |
| ۲۰۱۰      | Party Down                              | Escapade Dunfree | قسمت: "Party Down Company Picnic"                     |
| ۲۰۱۱      | Cinema Verite                           | Michelle Loud    | فیلم تلویزیونی                                        |
| ۲۰۱۱      | روان‌کاو                                 | Trina            | قسمت: "Blood for Blood"                               |
| ۲۰۱۱–۲۰۱۵ | موجه                                    | Loretta McCready | ۱۷ قسمت                                               |
| ۲۰۱۱      | زیاد ذوق‌زده نشو                         | Kyra O'Donnell   | قسمت: "The Divorce"                                   |
| ۲۰۱۱–۲۰۲۱ | Last Man Standing                       | Eve Baxter       | Main role (seasons 1–6); Recurring role (seasons 7–9) |
| ۲۰۱۹      | باورنکردنی                              | Marie Adler      | مینی‌سریال                                             |
| ۲۰۲۰      | Home Movie: The Princess Bride          | Westley          | قسمت: "Chapter Four: Battle of the Wits"              |
| ۲۰۲۰      | Coastal Elites                          | Sharynn Tarrows  | فیلم تلویزیونی                                        |
| ۲۰۲۰      | Monsterland                             | Toni / Jennifer  | ۳ قسمت                                                |
| ۲۰۲۱      | The Premise                             | Abbi Miller      | قسمت: "The Ballad of Jesse Wheeler"                   |
| ۲۰۲۱      | دوپسیک                                  | Betsy Mallum     | مینی‌سریال                                             |
| ۲۰۲۵      | Apple Cider Vinegar                     | Belle Gibson     | مینی‌سریال؛ همچنین مدیر اجرایی تولید                   |
| ۲۰۲۵      | آخرین بازمانده از ما                    | ابی              | فصل دوم                                               |

### بازی‌های ویدئویی
| سال  | عنوان                   | صداپیشه      | توضیحات         |
| ---- | ----------------------- | ------------ | --------------- |
| ۲۰۱۶ | آنچارتد ۴: عاقبت یک دزد | Cassie Drake | همچنین ضبط حرکت |
| ۲۰۲۴ | جاده‌های باز             | Tess Devine  |                 |

### موزیک ویدیوها
| سال  | عنوان        | هنرمند                | نقش    | توضیحات                           |
| ---- | ------------ | --------------------- | ------ | --------------------------------- |
| ۲۰۱۹ | "Graduation" | بنی بلانکو & جوس ورلد | Decker |                                   |
| ۲۰۲۰ | "Raleigh"    | Beulahbelle           | خودش   | همچنین کارگردان و تهیه‌کننده مشترک |

### کتاب صوتی
| سال  | عنوان                            | نقش         | مؤلف        | توضیحات | منابع |
| ---- | -------------------------------- | ----------- | ----------- | ------- | ----- |
| ۲۰۲۰ | When You Finish Saving the World | Rachel Katz | جسی آیزنبرگ |         | [ ۷ ] |